# Kyle Schmid
Kyle Schmid, född 3 augusti 1984 i Mississauga, Ontario, är en kanadensisk skådespelare. Han är bland annat känd för sina roller som vampyren Henry Fitzroy i TV-serien Blood Ties, vampyren Henry Durham i TV-serien Being Human och Robert Morehouse i TV-serien Copper.

## Filmografi
- 2005–2006 – Beautiful People (TV-serie)